# Hughie Thomasson
Hugh Edward "Hughie" Thomasson, Jr. (13 de agosto de 1952-9 de septiembre de 2007) fue un guitarrista y cantante estadounidense, conocido por su trabajo con las bandas de rock sureño Outlaws y Lynyrd Skynyrd. Thomasson compuso muchas de las canciones más reconocidas de Outlaws, como "Hurry Sundown", "There Goes Another Love Song" y "Green Grass and High Tides".
Thomasson falleció el 9 de septiembre de 2007 víctima de un ataque cardiaco, a la edad de 55 años.

## Discografía

### Outlaws
1. Outlaws (1975)
2. Lady in Waiting (1976)
3. Hurry Sundown (1977)
4. Playin' to Win (1978)
5. In The Eye of the Storm (1979)
6. Ghost Riders (1980)
7. Los Hombres Malo (1982)
8. Soldiers of Fortune (1986)
9. Diablo Canyon (1994)
10. So Low (2000)

### Lynyrd Skynyrd
1. Twenty (1997)
2. Edge of Forever (1999)
3. Vicious Cycle (2003)